# Demagog
Demagogul, cu sensul etimologic de „conducător al poporului”, este o persoană care încearcă să obțină popularitate prin mijloace nedemne (promisiuni mincinoase, denaturarea faptelor, lingușire, discursuri bombastice) cu scopul de a-și realiza interesul personal. Acest termen a fost folosit inițial de cetățenii atenieni pentru a-i desemna pe politicienii care au apărut în Atena după moartea lui Pericle. El era folosit uneori cu un sens neutru. În prezent are conotații negative, indicând pe individul care este interesat doar de bunăstarea sa personală, spre deosebire de adevăratul om politic care este interesat de bunăstarea statului.
Demagogia este singurul defect fundamental al democrației: deoarece puterea este menținută de popor, este posibil ca poporul să dea acea putere unei persoane care se adresează celui mai mic numitor comun al unui mare segment al populației. Demagogii susțin, de obicei acțiuni imediate și forțate de a aborda o criză națională, în timp ce acuză adversarii moderați de slăbiciune sau de lipsă de loialitate.

## Istorie și definiție a cuvântului
Cuvântul „demagog” a fost întâlnit pentru prima dată în Grecia Antică, utilizat cu sensul de lider al poporului. Inițial nu avea nici o conotație negativă. Pe parcurs a ajuns să însemne un lider problematic cu promisiuni mincinoase, care ocazional a apărut în democrația ateniană. Chiar dacă democrația a dat putere oamenilor obișnuiți, alegerile aveau tendința de a favoriza clasa aristocratică, care favoriza deliberarea și respectul. Demagogii au fost un nou tip de lideri care au ieșit din clasele inferioare. Demagogii au susținut acțiuni, de obicei violente, imediate, fără consfătuire. Demagogii au apelat direct la emoțiile celor săraci și neinformați, spunând minciuni pentru a stârni isteria, exploatarea crizelor pentru a intensifica sprijinul popular  la acțiunile lor imediate, pentru creșterea autorității și acuzarea adversarilor. 

## Vezi și
- Demagogie